# Romance (revista)
Romance, subtitulada «revista popular hispanoamericana», fue una revista cultural publicada en México entre 1940 y 1941.

## Historia
Subtitulada «revista popular hispanoamericana», su primer número apareció en febrero de 1940. Romance fue una revista cultural fundada por republicanos españoles exiliados y en ella participaron autores tanto españoles como hispanoamericanos. Editada por Ediapsa (siglas de «Edición y Distribución Ibero Americana de Publicaciones, S. A»), uno de sus promotores fue Rafael Giménez Siles. Fue dirigida por Juan Rejano y, en sus últimos números, por Martín Luis Guzmán. Colaboraron en ella nombres como los de Juan José Domenchina, José Herrera Petere, Antonio Sánchez Barbudo, Benjamín Jarnés o Paulino Masip, entre otros. El último número se publicó en mayo de 1941. Según Rosa María Grillo, la «imposición» de Martín Luis Guzmán como director por parte de la editorial habría generado desavenencias en el proyecto.
Hacia 1975 apareció publicada una edición facsímil, editada por Verlag Detlev Auvermann. Sobre ella se han publicado estudios como Romance (1940-1941): una revista del exilio (Porrúa Turanzas, 1975), de Francisco Caudet; o "Romance", una revista del exilio en México (Ediciós do Castro, 2003), de Teresa Férriz Roure.